# Saint-Pôtan

Saint-Pôtan este o comună în departamentul  Côtes-d'Armor, Franța. În 2009 avea o populație de 795 de locuitori.